# Carter Ham
Carter F. Ham (Cleveland, Estados Unidos, 16 de febrero de 1952) es un General estadounidense, actual comandante del AFRICOM (Comando Africa de los Estados Unidos)

## Biografía
Carter Ham nació en Cleveland, comenzó su carrera como soldado raso de la 82.º división aerotransportada antes asistir a la Universidad John Carroll en Cleveland, Ohio. Él fue el encargado de la infantería como Graduado Distinguido Militar en 1976. Asignaciones anticipadas de Cam incluye el servicio en Fort Knox, Kentucky y el servicio en Italia y Alemania.
Después de graduarse en el Curso de Oficiales de la armadura avanzada, era un reclutamiento Área de Comandante en Lima, Ohio. En 1984, se desempeñó con una unidad de servicios comunes de apoyo a los Juegos Olímpicos de Los Ángeles 1984. Desde 1984 hasta 1989, el general Cam se desempeñó como Asistente del Inspector General, y luego como Batallón S-3 y Director Ejecutivo, con la fuerza de oposición en el Centro Nacional de Capacitación, Fort Irwin, California. El asistió a la Escuela Naval de Comando y Estado Mayor, donde se graduó con distinción en 1990, y fue a continuación donde se le asigna a la Infantería del Ejército de los Estados Unidos precisamente a la Escuela de Fort Benning, Georgia. Volvió a servir como asesor con un saudí en la Brigada de la Guardia Nacional en Riad después regresó a Fort Benning, donde fue el director de la Escuela de Infantería.
El General Ham al mando del 1 º Batallón de Infantería sexto en Vilseck, Alemania, incluyendo una gira de seis meses con las Fuerzas de Protección de las Naciones Unidas en la ex República Yugoslava de Macedonia. Después de mando del batallón, fue el Observador principal / controlador del equipo de Timberwolf en la maniobra de Entrenamiento del Centro de Combate en Hohenfels, Alemania. Se graduó en la Escuela Superior de Guerra Aérea en 1997 y regresó a Alemania, donde se desempeñó como G3 entonces Jefe del Estado Mayor, 1 ª División de Infantería. De 1999 a 2001 él ordenó la Infantería 29a Regimiento de Fort Benning luego fue asignado a los Estados Unidos donde sirvió en el Comando Central de Estados Unidos en Tampa, Florida y en Catar. Ham fue asignado como el Comandante General Adjunto de Formación y Preparación, I Cuerpo en Fort Lewis, Washington en agosto de 2003. En enero de 2004, asumió el mando del Brigada Multinacional del Norte - en Mosul, Irak sirviendo allí hasta febrero de 2005. Del regreso de Irak, el general Cam se desempeñó como Director Adjunto de Operaciones Regionales de la Estado Mayor Conjunto. Ham asumió el mando de la 1.ª División de Infantería en Fort Riley, Kansas, en agosto de 2006 y se desempeñó como Comandante General hasta julio de 2007. Más recientemente se desempeñó como el Director de Operaciones, J3, el Estado Mayor Conjunto.
En 2011 asumió como jefe de operaciones de la ofensiva militar llevada a cabo por los Estados Unidos, la OTAN y sus aliados en la Operación Odissey Dawn o la intervención militar en Libia de 2011 contra el régimen libio de Muamar Gadafi.